# Anna Stöhr

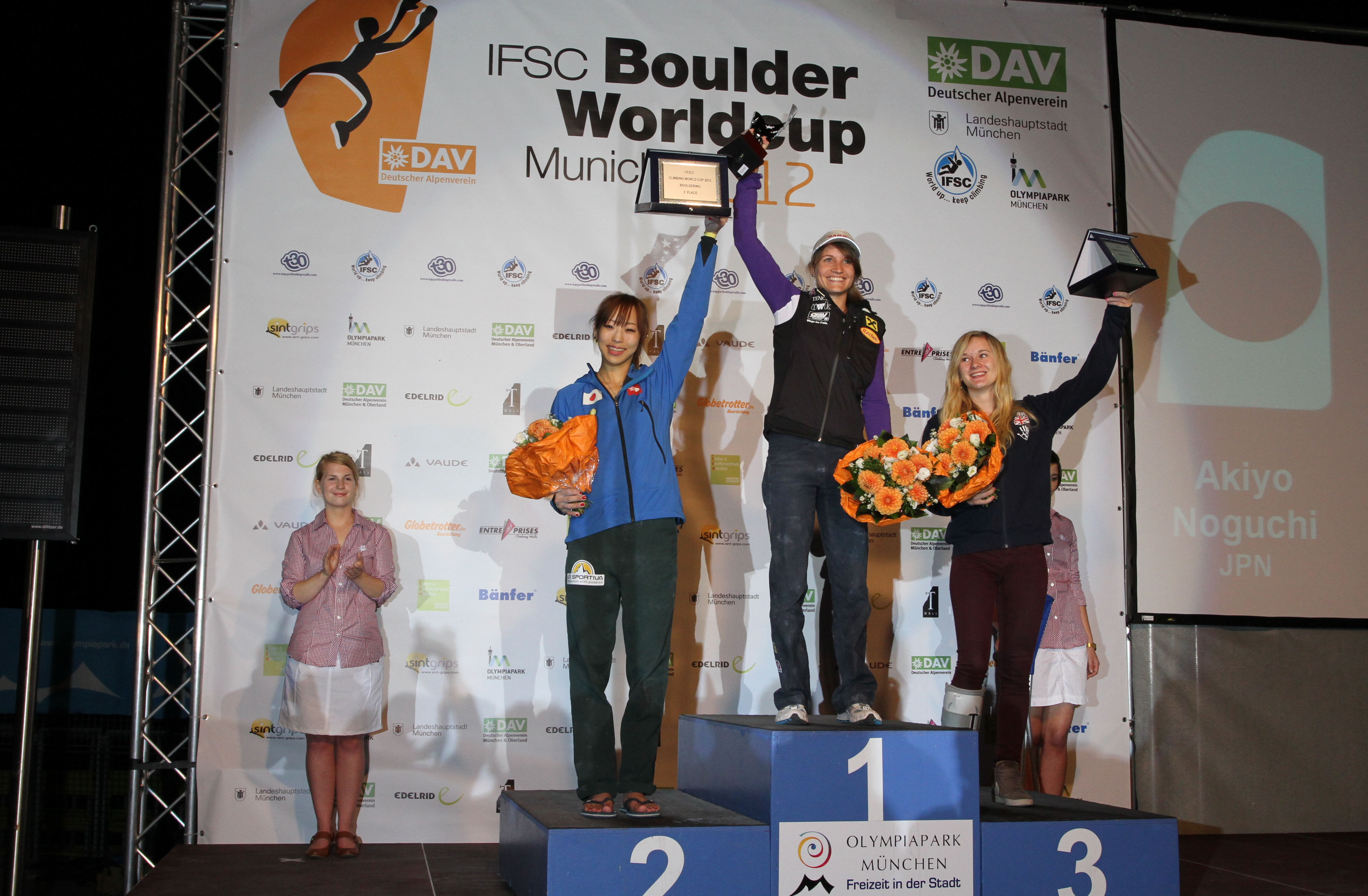
PŚ 2012 Monachium. Stoją od lewej: Akiyo Noguchi JPN (2 m.), Anna Stöhr AUT (1 m.) i Shauna Coxsey GBR (3 m.)

Anna Stöhr (ur. 25 kwietnia 1988 w Reith im Alpbachtal) – austriacka wspinaczka sportowa. Specjalizowała się w boulderingu oraz w prowadzeniu. Dwukrotna mistrzyni świata we wspinaczce sportowej w boulderingu. Mistrzyni Europy we wspinaczce sportowej w konkurencji boulderingu z 2010 oraz z 2013 roku.

## Kariera
Multimedalistka we wspinaczce sportowej w konkurencji boulderingu (łącznie 16 medali; w tym 8 złote, 5 srebrne oraz 3 brązowy) w latach 2004–2019:
- Mistrzostwa świata (4 medale);
  - mistrzostwo świata (2x) – 2007, 2011,
  - brązowe medale mistrzostw świata (2x) – 2009, 2012.
- Mistrzostwa Europy (5 medali);
  - mistrzostwo Europy  (2x) – 2010, 2013,
  - wicemistrzostwo Europy (3x) – 2004, 2008 oraz w 2015.

W Annecy w 2013 podczas Zimowych igrzysk wojskowych zdobyła złoty medal  we wspinaczce sportowej w boulderingu.
Wielokrotna uczestniczka, medalistka prestiżowych zawodów wspinaczkowych Rock Master  we włoskim Arco, gdzie zdobyła ogółem 6 medali; w tym 3 złotych, 2 srebrne i 1 brązowy.

## Osiągnięcia

### Mistrzostwa świata
| Konkurencje  | 2005 | 2007 | 2009 | 2011 | 2012 | 2016 |
| Bouldering   | 5    | 1    | 3    | 1    | 3    | 5    |
| Prowadzenie  | —    | —    | —    | 29   | —    | —    |
| Wsp. na czas | —    | —    | —    | 41   | —    | —    |

### Mistrzostwa Europy
| Konkurencje | 2004 | 2008 | 2010 | 2013 | 2015 | 2017 |
| Bouldering  | 2    | 2    | 1    | 1    | 2    | 29   |

### Zimowe igrzyska wojskowe
| Konkurencje | 2013 |
| Bouldering  | 1    |

### Rock Master
| Konkurencje | 2004 | 2005 | 2006 | 2007 | 2008 | 2009 | 2010 | 2017 |
| Bouldering  | 2    | 5    | 1    | 1    | 2    | 3    | 1    | 4    |